# Марк (община)
Вижте пояснителната страница за други значения на Марк.
Община Марк (на шведски: Marks kommun) е разположена в лен Вестра Йоталанд, югозападна Швеция с обща площ 1018 km2 и население 33 753 души (към 31 декември 2013). Административен център на община Марк е град Шина.